# FK Sloga Uskoplje
HNK Sloga Uskoplje je fudbalski klub iz Gornjeg Vakufa-Uskoplja, Federacija BiH, BiH. On se trenutno takmiči u Drugoj ligi FBiH.
Klub je osnovan 1946. godine, a najveći uspeh kluba je igranje u finalu kupa Herceg-Bosne 1996. godine.

## Spoljašnje veze
- slogauskoplje.blog.hr